# کراسنی اکتیابر (شهرستان چیشمینسکی، باشقیرستان)
کراسنی اکتیابر (انگلیسی: Krasny Oktyabr, Chishminsky District, Republic of Bashkortostan) یک شهرک در شهرستان چیشمینسکی در استان باشقیرستان کشور روسیه است.